# Rafael Obligado
Rafael Obligado (Buenos Aires, 27 gennaio 1851 – Mendoza, 8 marzo 1920) è stato uno scrittore argentino.

## Biografia
Considerato poeta nazionale argentino, cantò il paesaggio locale e penetrò nell'anima delle tradizioni popolari argentine, tenendosi sempre lontano dai travagli politici del suo Paese. Non si lasciò sedurre dal mondo europeo e scelse di restare a contatto con la sua gente. Letterato di grande raffinatezza e cultura, apri la sua casa e la sua biblioteca, creando una salotto letterario. Le sue opere più importanti le ha raccolte nelle Poesie (1885 e 1906). Nel poemetto epico Santos Vega (1903) espresse la sua contrarietà alle mode moderne e alla meccanizzazione che rischiava di distruggere la natura della pampa argentina. Fu tra i fondatori della facoltà di Lettere e Filosofia dell'Università di Buenos Aires e fu socio corrispondente della reale Accademia spagnola della lingua.